# Hansa (film)
 For alternative betydninger, se Hansa. (Se også artikler, som begynder med Hansa)
Hansa er en dansk dokumentarisk optagelse fra 1912 af luftskibet Hansa over Købehavn. 
Flyvningen i 1912 blev også filmet i optagelsen Luftskibet Hansa's Ankomst til København.

## Handling
Det tyske luftskib Hansa flyver over København for første gang 20. september 1912. Den flyver over byens tage og udover Kløvermarken på Amager. Luftskibet lander, men starter snart igen.